# Осипович, Наум Маркович
Наум Маркович Осипо́вич (12 (24) января 1870, Очаков Херсонской губернии — 7 октября 1937, Одесса) — еврейский писатель, революционер.

## Биография
Сын еврея-рыбака. В 1885 г., окончив шестиклассное училище, переехал в Одессу для поступления в университет. В 1886 г. сблизился с кружком народовольцев и поступил рабочим на завод. Во время студенческих волнений 1887 г. был арестован и заключён в тюрьму на три года. Затем сослан в Среднеколымск, где провёл в ссылке два года. В ссылке подружился с В. Богоразом и В. Иохельсоном. После возвращения из ссылки был поселён без права отлучки, на родине, где подвергался кратковременному аресту.
В 1900 г. по поручению Общества распространения просвещения между евреями в России исследовал степень грамотности еврейского населения Бессарабской губернии. Результатом этих исследований явились первые полубеллетристические очерки Осипо́вича «В черте оседлости» (1902).
В 1901 г., будучи членом Одесского комитета партии эсеров, арестован по обвинению в организации Южно-русского рабочего союза (в Николаеве). Просидел в тюрьме до июня 1902 г. После освобождения организовал агитаторскую межпартийную школу. В 1904 и 1905 гг. был одним из организаторов боевых дружин самообороны. Вновь арестован в 1905 г., просидел в одиночке до 1 мая 1906 г. В 1907 г. эмигрировал, сначала в Финляндию; с 1909 г. жил нелегально в русской Финляндии (Шувалово-Озерки) и, наконец, в Париже и Швейцарии. В 1912 г. окончил в Швейцарскую Высшую школу социальных наук.
По возвращении в Россию в 1912 г. организовал в Малороссии первый детский журнал на русском языке «Колосья».
В общей сложности в тюрьмах и ссылках провёл 18 лет.
В 1919—1926 гг. — председатель правления «Южного товарищества писателей».

## Творчество
Литературным творчеством занялся сравнительно поздно.
Печатался с 1902 г. Написал ряд прозаических произведений, преимущественно из жизни русских евреев («В летнюю ночь», «За что?», «Дамка», «Воля», «Средь шумного бала», «Звонок», «Книга», «Логика», «В полярном сиянии»); большая их часть вошла в сборник «Рассказы» (СПб., 1910) и в «Собрание сочинений» (СПб., 1911 и сл.).
Автор романа «Натан Маймон» (1912), сборников рассказов: «В забытом краю» (1911), «По чужой дороге» (1917), «Похищение Зоси», «Провокатор» (оба — 1926), «Пахари» (1934) и др.
Место действия его произведений, отмеченных точностью бытовых зарисовок, как правило, — тюрьма, ссылка, «черта оседлости».